# Робърт Б. Паркър
Робърт Браун Паркър (на английски: Robert Brown Parker) е американски писател на бестселъри в жанра трилър.

## Биография
Робърт Браун Паркър е роден на 17 септември 1932 г. в Спрингфийлд, Масачузетс, САЩ. Той е единственото дете на Карол и Мария Полин Паркър. Завършва колежа „Колби“ в Уотървил, Мейн през 1954 г. с бакалавърска степен по английски език. Постъпва в армията през 1954 г. като пехотинец и участва във войната в Корея.
След завършване на службата си, на 26 август 1956 г. се жени за Джоан Хол, която познава от дете и са били заедно първокурсници в колежа. Има двама сина – Даниел Паркър - актьор и Дейвид Паркър - хореограф.
През 1957 г. получава магистърска степен по английска литература от Бостънския университет. Следващите пет години работи на различни места: технически секретар, машинописец, копирайтър, и рекламен агент. През 1962 г., насърчен от Джоан, той се записва в докторската програма на Бостънския университет с надеждата, че професурата ще му даде повече време да пише. В периода 1964-1968 г. преподава в щатския колеж в Лоуъл, Съфолк и в щатския колеж в Бриджуотър. През 1968 г. преминава в Североизточния университет като доцент по английски език. Завършва докторска степен през 1971 г. с дисертация на тема „Силните герои, дивото наследство и градската реалност: изследване на частните детективи в романите на Дашиъл Хамет, Реймънд Чандлър и Рос Макдоналд“.

### Творчество
Първият роман на Робърт Паркър, от четиридесет годишната серия „Детектив Спенсър“, излиза през 1973 г. Главният герой е коравият бостънски частен детектив Спенсър, който е зрял, опитен и чаровен, твърд с престъпниците и милосърден към техните жертви. Той тича, за да се поддържа във форма, готви „гурме“ ястия и има много приятели срещу мафията. Спенсър е обсебен от независимостта, но в същото време е изключително лоялен към приятелите си. Живее с дългогодишната си приятелка Сюзан, която се занимава с психоанализа. Тя е умна, забавна и красива, и той често разчита на помощта ѝ в своите разследвания. Спенсър, и неговият хумор, става любим за читателите и те очакват новите му приключения всяка година. Първоначално Паркър е искал да кръсти героя си „Дейвид Спенсър“ по името на единия си син, но после се е отказал, за да не засегне другия. Така първото име на детектива остава неизвестно.
За четвъртия трилър от поредицата, „Promised Land“, Паркър получава през 1976 г. наградата „Едгар“ за най-добър роман на годината. Част от романите са филмирани в телевизионния сериал „Спенсър: Под наем“ през 80-те години, с участието на Робърт Урич, Ейвъри Брукс и Барбара Сток. В следващите години също са направени редица телевизионни филми с детектив Спенсър.
След смъртта на писателя, по решение на вдовицата и синовете му, и за радост на читателите от няколко поколения, писателят Ейс Аткинс продължава приключенията на детектива в нови романи.
Кариерата му като писател започва с редуване на преподаване в Североизточния университет и писане на трилъри. След като получава наградата „Едгар“ и става популярен, от 1978 г. Паркър напуска учебното заведение и се посвещава изцяло на писателското поприще.
Другата фигура е бившият проблемен детектив от Лосанджелиското полицейско управление Джеси Стоун, който започва нова кариера като шеф на полицията в малък град в Нова Англия. Някои от романите за героя са адаптирани за телевизионни филми с участието на Том Селек. Двете поредици постепенно се преплитат във времето и също стават много популярни сред читателите.
Робърт Паркър е достоен последовател на черния роман на Реймънд Чандлър и неговия хладен стил на писане. Години след смъртта на Чандлър той е поканен от наследниците му да допише последния му, незавършен роман „Пудъл Спрингс“, както и продължението „Може би сън“ на класическия му роман „Големият сън“.
През 2005 г. Паркър започва нова серия от исторически трилъри от времето на дивия запад в Америка през 19 век. В тях герои са Върджил Коул и Евърет Хич, странстващи служители на реда, които в името на закона и със силата на оръжието и разума, прочистват градчето Апалуза от различни разбойници и алчни представители на бизнеса и управлението.
Популярните романи на Паркър са известни и с това, че в тях героите са от различни раси, религии и сексуална ориентация. Причина за това е, както свободомислието на автора, така и факта, че синовете му са с гейове. Паркър е обичал да спортува и да разхожда своите кучета от германската ловджийска порода с къс косъм, пойнтер, и да пие бира. Със съпругата си се разделят неофициално в един момент, но продължават да живеят заедно, на различни етажи, в голямата си къща. Всички тези отношения и предпочитания намират отражение в характера и поведението на неговите герои.
Паркър и съпругата му създават независима филмова компания със седалище в Бостън, наречена „Pearl Productions“ по името на тяхното куче.
През 2002 г. Паркър получава наградата „Велик Магистър“ на Асоциацията на писателите на криминални романи на Америка, а през 2008 г. наградата „Gumshoe“, за цялостното си творчество.
Робърт Браун Паркър умира от инфаркт на бюрото си на 18 януари 2010 г. в Кеймбридж, Масачузетс.

## Произведения

### Серия „Детектив Спенсър“ (Spenser)
1. The Godwulf Manuscript (1973)
2. God Save the Child (1974)
3. Mortal Stakes (1975)
4. Обетована земя, Promised Land (1976) – награда „Едгар“ за най-добър роман
5. The Judas Goat (1978)
6. Изчезването на Рейчъл Уолъс, Looking for Rachel Wallace (1980)
7. Early Autumn (1980)
8. A Savage Place (1981)
9. Обредът, Ceremony (1982)
10. The Widening Gyre (1983)
11. Valediction (1984)
12. A Catskill Eagle (1985)
13. Taming a Seahorse (1986)
14. Pale Kings and Princes (1987)
15. Crimson Joy (1988)
16. Playmates (1989)
17. Stardust (1990)
18. Pastime (1991)
19. Double Deuce (1992)
20. Хартиената кукла, Paper Doll (1993)
21. Вечните сенки, Walking Shadow (1994)
22. Thin Air (1995)
23. Шанс, Chance (1996)
24. Small Vices (1997)
25. Sudden Mischief (1998)
26. Hush Money (1999)
27. Версия „Торнадо“, Hugger Mugger (2000)
28. Седем честни бандити, Potshot (2001)
29. Вдовица по сметка, Widow's Walk (2002)
30. Back Story (2003) – включва и героинята Джеси Стоун
31. Лоши момчета, Bad Business (2004)
32. Дългът към отмъщението, Cold Service (2005)
33. Особен урок, School Days (2005)
34. Момиче за сто долара, Dream Girl (Hundred-Dollar Baby) (2006)
35. Преди и сега, Now and Then (2007
36. Бурята, Rough Weather (2008)
37. Chasing the Bear: A Young Spenser Novel (2009)
38. The Professional (2009)
39. Двете дами, Painted Ladies (2010)
40. Телохранителят, Sixkill (2011)

#### продължение на серията за детектив Спенсър отЕйс Аткинс
41. Приспивна песен, Lullaby (2012)

42. Wonderland (2013)

### Серия „Джеси Стоун“ (Jesse Stone)
1. Night Passage (1997)
2. Trouble in Paradise (1998)
3. Death In Paradise (2001)
4. Stone Cold (2003)
5. Sea Change (2006)
6. High Profile (2007)
7. Stranger in Paradise (2008) – включва и героинята Съни Рандал
8. Night and Day (2009) – включва и героинята Съни Рандал
9. Едно към едно, Split Image (2010) – включва и героинята Съни Рандал

#### продължение на серията за детектив Джеси Стоун отМайкъл Брандман
10. Killing the Blues (2011)
11. Fool Me Twice (2012)

### Серия „Съни Рандал“ (Sunny Randall)
1. За честта на фамилията, Family Honor (1999)
2. Огън и лед, Perish Twice (2000)
3. Психоблус, Shrink Rap (2002)
4. Тъжното момиче, Melancholy Baby (2004)
5. Син екран, Blue Screen (2006) – (включва и героинята Джеси Стоун
6. Spare Change (2007) – включва и героинята Джеси Стоун

### Серия „Върджил Коул и Евърет Хич“ (Virgil Cole and Everett Hitch)
1. Appaloosa (2005)
2. Resolution (2008)
3. Brimstone (2009)
4. Blue-Eyed Devil (2010)

#### продължение на серията за детектив Джеси Стоун отРобърт Нот
5. Ironhorse (20130)

### Самостоятелни романи
- Three Weeks in Spring (1978) – в съавторство с Джоан Х. Паркър
- Wilderness (1979)
- Love and Glory (1983)
- All Our Yesterdays (1994)
- Gunman's Rhapsody (2001)
- Double Play (2004)
- Edenville Owls (2007)
- The Boxer and the Spy (2008)

### Новели
- Surrogate (1982

### Разкази
- Spenser's a Fan, Too (1988)
- Harlem Nocturne (1990)
- There's No Business (2003)

### Документалистика
- The Private Eye in Hammett and Chandler (1984)
- Parker on Writing (1985)
- A Year At the Races (1990) – в съавторство с Джоан Х. Паркър
- Spenser's Boston (1994)

### Книги за Робърт Б. Паркър
- The Robert B. Parker Companion (2005) – в съавторство от Елизабет Фоксуел и Дийн Джеймс
- In Pursuit of Spenser: Mystery Writers on Robert B. Parker and the Creation of an American Hero (2012) – от Ото Пенцлер

### Филмография
- 1985-1988 Spenser: For Hire – ТВ сериал,5 епизода
- 1989 A Man Called Hawk – ТВ сериал, 5 епизода
- 1989 B.L. Stryker – ТВ сериал, 1 епизод
- 1993 Spenser: Ceremony – ТВ филм
- 1994 Spenser: Pale Kings and Princes – ТВ филм
- 1994 Spenser: The Judas Goat – ТВ филм
- 1995 Spenser: A Savage Place – ТВ филм
- 1998 Poodle Springs – ТВ филм
- 1999 Spenser: Small Vices – ТВ филм
- 2000 Thin Air – ТВ филм
- 2001 Walking Shadow – ТВ филм
- 2003 Monte Walsh – ТВ филм
- 2005 Jesse Stone: Stone Cold – ТВ филм
- 2006 Jesse Stone: Night Passage – ТВ филм
- 2006 Jesse Stone: Death in Paradise – ТВ филм
- 2007 Jesse Stone: Sea Change – ТВ филм
- 2008 Appaloosa – филм
- 2009 Jesse Stone: Thin Ice – ТВ филм
- 2011 Jesse Stone: Innocents Lost – ТВ филм
- 2012 Jesse Stone: Benefit of the Doubt – ТВ филм